# Макклелланд, Сэм
Сэм Макклелланд (англ. Sam McClelland; род. 4 января 2002, Колрейн, Косвей-Кост и Гленс) — североирландский футболист, защитник клуба «Сент-Джонстон». Выступал в национальной сборной Северной Ирландии. Выступает на правах аренды в клубе «Данди Юнайтед».

## Карьера

### «Челси»
Футболом начал заниматься в юношеской команде «Лимавади». В 2015 году футболист перебрался в футбольную академии североирландского клуба «Колрейн». В июле 2018 года футболист перешёл в лондонский «Челси», в юношескую команду до 18 лет. Через сезон в июле 2019 года футболист подписал с английским клубом первый профессиональный контракт и стал выступать за молодёжную команду. Неоднократно становился призёром различных внутренних и международных клубных турниров.

#### Аренда в «Барроу»
В июне 2022 года футболист на правах арендного соглашения присоединился к английскому клубу «Барроу» до конца сезона. Дебютировал за клуб 30 июля 2022 года в матче английской Лиги 2 против клуба «Стокпорт Каунти», выйдя на поле в стартовом составе. В своём следующем матче 6 августа 2022 года против клуба «Брэдфорд Сити» отличился первой результативной передачей. Дебютный гол за клуб забил 16 августа 2022 года в матче против клуба «Уолсолл». Футболист сразу же стал ключевым игроком клуба, выбыв из распоряжения клуба в середине сезона. Закончил чемпионат на итоговом девятом месте, по окончании которого покинул клуб из-за истечения срока арендного соглашения. В июле 2023 года также покинул и «Челси».

### «Сент-Джонстон»

#### Сезон 2023/24
В августе 2023 года футболист на правах свободного агента присоединился к шотландскому клубу «Сент-Джонстон». Дебютировал за клуб футболист 5 августа 2023 года в матче против клуба «Харт оф Мидлотиан», выйдя на поле в стартовом составе. Футболист быстро закрепился в стартовом составе шотландского клуба, однако затем в октябре 2023 года футболист полностью выбыл из распоряжения основной команды, результативными действиями за проведённую часть сезона не отличившись.

#### Аренда в «Данди Юнайтед»
В феврале 2024 года футболист на правах арендного соглашения присоединился к шотландскому клубу «Данди Юнайтед» до конца сезона.

## Международная карьера
Начинал международную карьеру в юношеской сборной Северной Ирландии до 15 лет. В июле 2017 года получил вызов в юношескую сборную Северной Ирландии до 17 лет. Дебютировал за сборную 1 августа 2017 года в товарищеском матче против сборной Польши. В октябре 2017 года вместе со сборной отправился на квалификационные матчи юношеского Чемпионата Европы. 
В сентябре 2019 года футболист получил вызов в юношескую сборную Северной Ирландии до 19 лет, а которую дебютировал в товарищеских матчах против сборной Фарерских Островов. В октябре 2019 года футболист вместе с молодёжной сборной Северной Ирландии отправился на квалификационные матчи молодёжного чемпионата Европы, где футболист остался на скамейке запасных. 
В мае 2021 года футболист получил вызов в национальную сборную Северной Ирландии для участия в июньский товарищеских матчах. Дебютировал за сборную 3 июня 2021 года в товарищеском матче против сборной Украины, заменив на 89 минуте Киарона Брауна. Затем футболист перестал получать вызов в главную команду страны. 
В сентябре 2021 года футболист снова отправился в распоряжение молодёжной сборной Северной Ирландии для участия в квалификационных матчах молодёжного чемпионата Европы. Дебютный матч за сборную сыграл 3 сентября 2021 года также в квалификационном матче против сборной Мальты.